# 霍坎·马尔姆罗特
霍坎·马尔姆罗特（瑞典語：Håkan Malmrot，1900年11月29日—1987年1月10日），瑞典男子游泳运动员，擅长蛙泳。他在安特卫普举行的1920年夏季奥运会上获得200米和400米蛙泳金牌。
1980年，他入选了国际游泳名人堂。